# Kozara (film)
Kozara este un film iugoslav din 1962, regizat de Veljko Bulajić. Este un film bine cunoscut al sub-genului de filme cu partizani, gen popular în Iugoslavia din anii ’60 -’70 și care prezintă evenimente din jurul bătăliei de la Kozara. 
A câștigat Marea Arenă de Aur pentru cel mai bun film la Festivalul de Film de la Pula din 1962, premiile naționale iugoslave de film, a fost înscris în cel de-al treilea Festival Internațional de Film de la Moscova, unde a câștigat un Premiu de Aur și a fost propunerea Iugoslaviei pentru cel mai bun film străin la a-32-a ediție a premiilor Oscar, dar propunerea nu a fost acceptată.

## Distribuție
- Bert Sotlar – Vuksa
- Bata Živojinović – Sorga (ca Bata Zivojinovic)
- Milena Dravić – Milja
- Olivera Marković – Andja
- Dragomir Felba – Obrad
- Ljubiša Samardžić – Mitar
- Mihajlo Kostić-Pljaka – Ahmet (ca Mihajlo Kostić)
- Milan Milošević (actor)⁠(sr)[traduceți]  – Ivica
- Abdurrahman Shala – Jakov (ca Abdurahman Salja)
- Davor Antolić – Joja
- Tana Mascarelli – mama lui Marinko (ca Tana Maskareli)
- Tamara Miletić – Zlata
- Adam Vedernjak – Marinko

## Vezi și
- Kozara
- Ofensiva Kozara